# Paso de los Libres (kommunhuvudort i Argentina)
Paso de los Libres är en kommunhuvudort i Argentina.   Den ligger i provinsen Corrientes, i den nordöstra delen av landet, 600 km norr om huvudstaden Buenos Aires. Paso de los Libres ligger 73 meter över havet och antalet invånare är 43 805.
Terrängen runt Paso de los Libres är platt. Det finns inga andra samhällen i närheten.
Runt Paso de los Libres är det i huvudsak tätbebyggt. Runt Paso de los Libres är det ganska tätbefolkat, med 62 invånare per kvadratkilometer.